# Гора Токарева
Гора То́карева — горная вершина в Малгобекском районе Ингушетии на границе с Чеченской республикой. Высшая точка Терского хребта. Высота над уровнем моря — 627 метра (по другим источникам — 698 и 707 метров), ближайшие населённые пункты: Малгобек, станица Вознесенская и Аки-Юрт.